# 柏原芳恵25周年記念BOX 〜25TH ANNIVERSARY COMPLETE ALBUM
『柏原芳恵25周年記念BOX 〜25TH ANNIVERSARY COMPLETE ALBUM』（かしわばらよしえ にじゅうごしゅうねんきねんボックス トゥエンティーフィフス アニヴァーサリー コンプリート アルバム）は、2005年6月29日に発売された柏原芳恵のCDボックス。CD15枚とDVD1枚の16枚組。

## 概要
柏原がデビュー25周年を迎える2005年に発売されたCD-BOX。日本フォノグラムより発売されたオリジナル・アルバム15枚に、それぞれ録音当時のマスター・テープからデジタルリマスターを施して収録されている。『How To Love』『Lovely Songs』『ハロー・グッバイ』『サマー・センセイション』『セブンティーン』『夢模様』『タイニー・メモリー』『二十才のスーブニール』は本作で初CD化となった。デビュー当時のライブ映像やかつて柏原が出演しコマーシャルで使用された映像などを収めたDVD付き。ベスト・アルバム『CD & DVD THE BEST YOSHIE セレクト BEST 20』と同時発売。

## 内容
Disc-1：『How To Love』
Disc-2：『Lovely Songs』
Disc-3：『ハロー・グッバイ』
Disc-4：『サマー・センセイション』
Disc-5：『セブンティーン』
Disc-6：『春なのに』
Disc-7：『夢模様』
Disc-8：『タイニー・メモリー』
Disc-9：『LUSTER』
Disc-10：『最愛』
Disc-11：『待ちくたびれてヨコハマ』
Disc-12：『し・の・び・愛』
Disc-13：『二十才のスーブニール』
Disc-14：『ハイヒールを脱ぎすてた女』
Disc-15：25th Anniversary Disc
1. コメント1
2. 乙女心何色?
3. 夢みるシャンソン人形
4. ミュージック・ミュージック
5. アリババ
6. コメント2
7. YESTERDAY ONCE MORE
8. マイ・ラブリィ・デイ
9. よしえのLOVE CARNIVAL MEDLEY：コーラス～夢見てセクシー～コーラス～パイナップル・プリンセス～ネイビー・ブルー～可愛いベイビー～恋の売り込み～すてきな16才～レディ直前～悲しき片想い～悲しき雨音～モナリザの微笑～コーラス～小さな悪魔～ルイジアナ・ママ～オー・キャロル～ダイアナ～キッスは目にして～ボーイハント
10. 㐧二章・くちづけ
11. ガラスの夏
12. めらんこりい白書
13. ハロー・グッバイ
14. 恋人たちのキャフェテラス
15. コメント3
16. 惜春
17. ホワット・ア・フィーリング
18. ジャスト・ラヴィング・ユー
19. メモリー
20. コメント4
21. ジングル・ベル
22. 赤鼻のトナカイ
23. サンタが町にやって来る
24. きよしこの夜
25. よしえのクリスマスメッセージ

Disc-16：25th Anniversary DVD
1. オープニングコメント

- コンサート・シーン (1982年 春)

1. No.1
2. 㐧二章・くちづけ
3. 毎日がバレンタイン
4. 乙女心何色?
5. ガラスの夏
6. めらんこりい白書
7. ハロー・グッバイ
8. 恋人たちのキャフェテラス
9. さよならを想い出に変えて

- コンサート・シーン (1986年 秋)

1. 渚のシンデレラ
2. 花梨
3. ちょっとなら媚薬
4. タイニー・メモリー
5. ト・レ・モ・ロ
6. 悪戯NIGHT DOLL
7. 待ちくたびれてヨコハマ
8. 太陽は知っている
9. 花嫁になる朝
10. ハイヒールを脱ぎすてた女
11. アンティックな女
12. 二十才のスーブニール
13. 最愛
14. エンディング・コメント

- 懐かしのコマーシャル映像

1. キスカップ (森永製菓)
2. ハイソフト (森永製菓)
3. チョコモナカ (森永製菓)
4. つくんこ① (森永製菓)
5. つくんこ② (森永製菓)